# Richard Dukeshire
Richard E. Dukeshire, detto Duke (Somerville, 1º ottobre 1933 – 5 maggio 2012), è stato un allenatore di pallacanestro statunitense.

## Carriera
Ha guidato la Grecia ai Campionati europei del 1979 e a due edizioni dei Giochi del Mediterraneo (Algeri 1975, Spalato 1979).

## Palmarès
- Campionato greco: 1

Panathinaikos: 1974-75